# 弗拉基米尔·雅科夫列维奇·托尔马乔夫
弗拉基米尔·雅科夫列维奇·托尔马乔夫 (俄语：Владимир Яковлевич Толмачёв，1876年12月3日—1942年5月7日），生於俄羅斯帝國彼爾姆省，是一位俄罗斯和苏联考古学家，曾參與乌拉尔地区的考古学研究。

## 生平
弗拉基米尔·雅科夫列维奇·托尔马乔夫1900年進入圣彼得堡考古学院學習。期間他還前往伊謝特斯科耶湖考察。
1904年至1906年期間，弗拉基米尔·雅科夫列维奇·托尔马乔夫參與日俄战争。戰爭結束後，他前往英属印度、埃及、新加坡等地。1907年加入烏拉爾自然科學愛好者學會。
1908年，他前往奧倫堡省考察，1909年至1910年前往薩馬拉省考察。
1914年第一次世界大战爆發後弗拉基米尔·雅科夫列维奇·托尔马乔夫被征召入伍。 十月革命後弗拉基米尔·雅科夫列维奇·托尔马乔夫前往葉卡捷琳堡。1919年7月，苏俄红军逼近葉卡捷琳堡時，他離開了這座城市。 
後來他前往赤塔，並成為远东共和国教育部的一位處長。1920年加入俄羅斯地理學會。後來他又前往哈尔滨。1935年至1936年期間移居上海市，並在當地一所學校任教。弗拉基米尔·雅科夫列维奇·托尔马乔夫後來因車禍去世，另一種說法是他打算回到蘇聯，結果在途中去世。